# Lotfi Housnialaoui
Lotfi Housnialaoui (arab. ‏لطفي حسني علوي‎; ur. 28 maja 1972) – marokański narciarz alpejski, uczestnik igrzysk olimpijskich w Calgary.

## Osiągnięcia

### Igrzyska olimpijskie
| Miejsce | Dzień     | Rok  | Miejscowość | Konkurencja | Czas biegu | Strata | Zwycięzca     |
| ------- | --------- | ---- | ----------- | ----------- | ---------- | ------ | ------------- |
| DSQ1    | 25 lutego | 1988 | Calgary     | Gigant      | 2:06,37    | –      | Alberto Tomba |
| 47.     | 27 lutego | 1988 | Calgary     | Slalom      | 1:39,47    | +70,17 | Alberto Tomba |